# A Lincoln-emlékmű tükörmedencéje

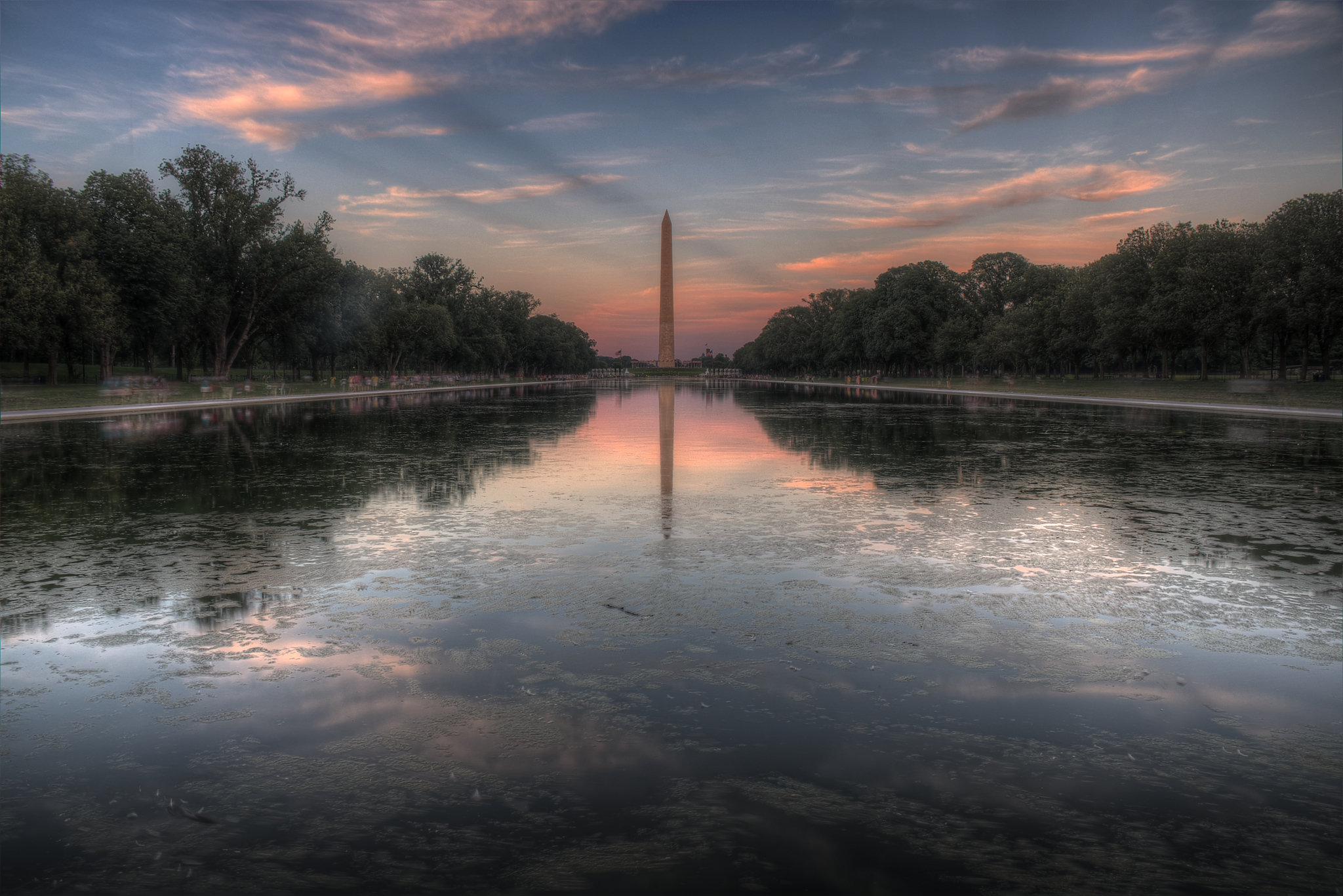
A tükörmedence 2015-ben

A Lincoln-emlékmű tükörmedencéje Washingtonban található, az Egyesült Államok fővárosában. Egy hosszú, négyszögletes tükörmedence a National Mallon, a Lincoln-emlékműtől keletre és a Washington-emlékműtől nyugatra.
A medencét évente 24 millióan látogatják meg, mindkét oldalán járdák és fák találhatók. A medence tükrében látható a Lincoln-, és a Washington emlékmű.

## Fontos események
- 1939-ben Marian Anderson énekes nem léphetett fel a Constitution Hall koncertteremben, mert afroamerikai volt. Anderson ezért a medence közelében lépett fel, 75 ezer ember előtt.
- 1963. augusztus 28-án itt rendezték meg az ország történetének egyik legnagyobb polgárjogi tüntetését. Martin Luther King itt mondta el Van egy álmom című beszédét, 250 ezer ember előtt.
- 1967. október 21-én 100 ezer ember jelent meg a medencénél, hogy a vietnámi háború ellen tüntessenek.
- 2009-ben, Barack Obama beiktatásán több, mint 400 ezer ember jelent meg a Lincoln-emlékműnél.
- 2010-ben elkezdték a medence felújítását, ami 2012. augusztus 31-ig tartott.
- 2012. december 21-én, a rabszolgaság végének 150. évfordulóján, 2000 gyertyát gyújtottak meg a medence körül.
- 2021. január 19-én megemlékezést tartott Joe Biden megválasztott elnök és Kamala Harris megválasztott alelnök a Covid19-pandémia során 400 ezer elhunyt amerikai állampolgárról.[2]

## Galéria
- 2006-ban, a háttérben a Washington-emlékmű
- A befagyott medence 2010-ben
- 2010 áprilisában, átmeneti lezárása előtt
- Építkezés a medencénél 2011-ben
- A medence felújítása után, 2016-ban
- A Washington-emlékmű tükörképe a medence vízén, éjszaka